# Ledropsis producta
Ledropsis producta är en insektsart som beskrevs av Melichar 1903. Ledropsis producta ingår i släktet Ledropsis och familjen dvärgstritar. Inga underarter finns listade i Catalogue of Life.